# Reino de Iliria
El reino de Iliria (en alemán: Königreich Illyrien; en esloveno: Ilirsko kraljestvo; en italiano: Regno d'Illiria; en croata: Kraljevina Ilirija) fue una unidad administrativa del Imperio austríaco desde 1816 hasta 1849. El centro administrativo del reino se encontraba en Liubliana e incluía el oeste y centro de la actual Eslovenia, el actual estado austriaco de Carintia, y otros territorios en el noroeste de Croacia y en el noreste de Italia (las provincias de Trieste y Gorizia).

## Historia
El Reino de Iliria se formó tras finalizar las Guerras Napoleónicas, cuando el territorio de las antiguas Provincias Ilirias, que habían formado parte del Primer Imperio francés entre 1809 y 1813, se anexionaron de nuevo al Imperio Austriaco. Las reformas legales y administrativas llevadas a cabo por las autoridades francesas transformaron la estructura administrativa de estos territorios, por lo que las autoridades imperiales austriacas pensaron que era mejor agrupar la mayoría de ellas en una entidad administrativa separada, posibilitando una lenta incorporación al sistema legal, judicial y administrativo austriaco.
El Reino de Iliria se estableció oficialmente en 1816. En los primeros años, comprendía el territorio, tanto en las tierras eslovenas y del Reino de Croacia. Ya en la década de 1820, sin embargo, el pre-napoleónico Reino de Croacia y Eslavonia se estableció de nuevo, en el que también fueron incluidos los territorios que formaban parte del Reino de Iliria. Así, desde la década de 1820 en adelante, el Reino de Iliria solo incluye las provincias tradicionales del Ducado de Carintia, el Ducado de Carniola (capital: Liubliana), Trieste, e Istria, (capital: Roviño).
En la primavera de las naciones de 1848, los eslovenos presentaron una propuesta para incluir la Baja Estiria en el Reino de Iliria, de tal manera que la mayoría de las tierras eslovenas se unieran en una sola entidad administrativa y con ello la idea de una Eslovenia Unida se lograría. Peter Kozler diseñó un mapa de ese reino ampliado de Iliria, que más tarde se convertiría en un símbolo nacional importante en el despertar del nacionalismo esloveno. La propuesta fue rechazada. En 1849 el Reino de Iliria dejó de existir como una entidad administrativa independiente y los antiguos territorios de la corona de Carintia, Carniola y el Litoral austríaco fueron restablecidos. Esta división duró hasta 1918.